# Madeuplexia sogai
Madeuplexia sogai là một loài bướm đêm trong họ Noctuidae.